# Miloš Kocić
Miloš Kocić (* 4. Juni 1985 in Leskovac, SFR Jugoslawien) ist ein serbischer Fußballtorwart.

## Karriere

### Jugend
Miloš Kocić wurde im ehemaligen Jugoslawien geboren. 2004 übersiedelte er in die Vereinigten Staaten, vorher spielte er in der Serbischen Jugendliga und in der Srpska Liga Ost für FK Radnički Belgrad. Seine ersten Stationen in den USA waren die Fußballmannschaften der St. John’s University in New York City und der Loyola University in Maryland. Außerdem spielte er in diversen Auswahlteams.

### D.C. United
Kocić wurde während des MLS SuperDraft 2008, von D.C. United gedraftet. Am 22. April 2009 gab er sein Debüt für United im Lamar Hunt U.S. Open Cup gegen den FC Dallas. Sein Ligadebüt gab er kurz darauf am 2. Mai ebenfalls gegen den FC Dallas.

### Toronto FC
Während der Saison 2009 wurde er von United freigestellt. Nachdem ein erster Versuch bei Toronto FC anzufangen gescheitert war, wurde er für die Saison 2010 verpflichtet. Sein erstes Spiel für die Kanadier fand am 2. Juni 2010 gegen die Vancouver Whitecaps in der Canadian Championship statt. Während dieser Zeit spielte er auch leihweise bei den Serbian White Eagles in der Canadian Soccer League. Am 16. Oktober gab er sein MLS-Debüt. Im Spiel gegen die Columbus Crew kam er in der 72. Minute für Jon Conway auf das Feld, nachdem dieser eine Rote Karte erhalten hatte. Eine Woche später spielte er gegen DC United sein erstes Spiel von Beginn an.

## Privates
Miloš Kocić machte an der Loyola University seinen Abschluss in International Business.